# Legacy of Kings
Legacy of kings es el segundo álbum de estudio de la banda sueca de heavy metal HammerFall. El álbum está basado en historias de cruzadas medievales, y de los caballeros templarios, con fundamentos realistas de lo que sucedía en aquella época. Hay letras dedicadas al metal, en este disco que la banda hace en honor, a sus bandas que los inspiraron. La portada del álbum fue dibujada por Andreas Marschall.

## Lista de canciones
| N.º | Título                                 | Escritor(es)                  | Duración |  |
| 1.  | «Heeding the Call»                     | Dronjak, Cans, Strömblad      | 4:30     |  |
| 2.  | «Legacy of Kings»                      | Dronjak, Cans, Strömblad      | 4:13     |  |
| 3.  | «Let the Hammer Fall»                  | Dronjak, Cans, Strömblad      | 4:16     |  |
| 4.  | «Dreamland»                            | Dronjak, Cans, Strömblad      | 5:42     |  |
| 5.  | «Remember Yesterday»                   | Dronjak, Cans, Strömblad      | 5:05     |  |
| 6.  | «At the End of the Rainbow»            | Albrecht, Mück, Dronjak, Cans | 4:06     |  |
| 7.  | «Back to Back» (cover de Pretty Maids) | Pretty Maids                  | 3:39     |  |
| 8.  | «Stronger Than All»                    | Dronjak                       | 4:29     |  |
| 9.  | «Warriors of Faith»                    | Dronjak, Cans, Strömblad      | 4:45     |  |
| 10. | «The Fallen One»                       | Dronjak, Cans, Strömblad      | 4:23     |  |

Bonus tracks edición rusa:
11. "Eternal Dark" (Picture cover)
12. "Stone Cold" (live)
13. "I Want Out" (Helloween cover)
14. "Man on the Silver Mountain" (Rainbow cover)
15. "The Metal Age" (live)
Bonus tracks edición Japonesa:
11. "Eternal Dark" 
12. "Stone Cold"
13. "Steel Meets Steel"
Bonus track edición Brasilera:
11. "I Want Out"
Bonus tracks en Deluxe Edition:
11. "The Metal Age" (live)
12. "Steel Meets Steel" (live)
- Datos: Q1352070